# Orthotrinacria
Orthotrinacria es un género de foraminífero bentónico de la subfamilia Orthotrinacriinae, de la familia Milioliporidae, de la superfamilia Soritoidea, del suborden Miliolina y del orden Miliolida. Su especie tipo es Galeanella expansa. Su rango cronoestratigráfico abarca desde el Noriense hasta el Rhaetiense (Triásico superior).

## Discusión
Algunas clasificaciones incluyen Orthotrinacria en la superfamilia Milioliporoidea.

## Clasificación
Orthotrinacria incluye a las siguientes especies:
- Orthotrinacria expansa †
- Orthotrinacria gracilis †